# لهجة عراقية يهودية
اللهجة العراقية اليهودية هي لهجة عربية تكلم بها يهود العراق. تختلف هذه اللهجة بين يهود بغداد والجنوب ويهود الموصل. تكلم اليهود بلهجتهم في بيوتهم وفي مناطقهم، ولكن كانوا يتكلمون مع المسلمين بلهجة عربية محلية وتظل فيها خصائص لهجتهم. تكلم اليهود باللهجة العراقية اليهودية في مناطق بغداد اليهودية التي اؤسست في القرون 18، 19 ، 20 في بومباي، كلكتا ، سنغافورة، هونغ كونغ، مانشستر، والعديد من المناطق الأخرى.
بعد هجرة اليهود من العراق إلى دول العالم وخاصة إلى إسرائيل، أصبحت إسرائيل المركز الرئيسي لمتكلمي اللهجة العراقية اليهودية. بصورة عامة، يتكلم هذه اللهجة كبار السن بصورتها الأصلية ومن المعتقد أنهم الجيل الأخير الذي سوف يتكلمها بصيغتها الأصلية كلغة أم.